# Tränkweiher

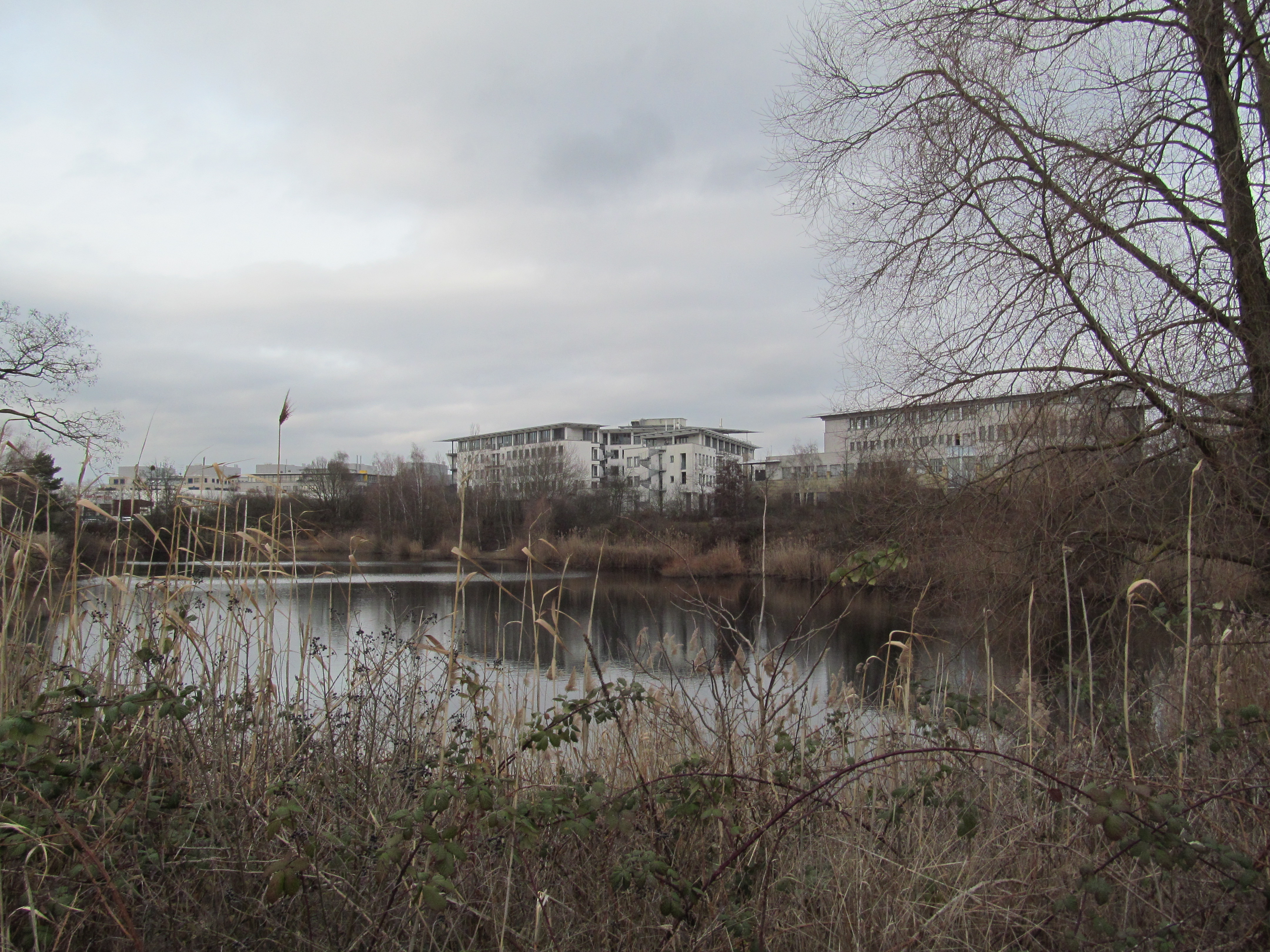
Tränkweiher (2024)

Der Tränkweiher ist ein Stillgewässer in der Gemarkung Mörfelden-Walldorf im Landkreis Groß-Gerau in Hessen.

## Geographie
Der Tränkweiher liegt im Südosten der Gemarkung von Mörfelden. 
Der See hat einen annähernd rechteckigen Umriss, er ist 200 m lang und 70 m breit.
Die Wasserfläche beträgt circa 1,4 ha, der Umfang beträgt rund 550 m.
Gespeist wird der Tränkweiher durch Grundwasser und Regenwasser. 
Am Nordufer befindet sich der Circom Business Park.
Östlich vom Tränkweiher befindet sich der 145 m hohe Oberwaldberg mit einer Deponiegas-Anlage und der Schnepfensee.
Am Südufer befindet sich das Hotel Sleep Bee One.

## Etymologie
Die Herkunft des Namens Tränkweiher ist ungeklärt.